# هاینریش مارکس
هاینریش مارکس (انگلیسی: Heinrich Marx; زاده ۱۵ آوریل ۱۷۷۷ در زارالوییس – ۱۰ مهٔ ۱۸۳۸ در تری یر) وکیل اهل آلمان و پدر فیلسوف سوسیالیست کارل مارکس بود.

## زندگی
نام هاینریش مارکس در ابتدا هرشل مردخای بود. پدر وی مارکس لاوی مردخای (۱۸۰۴–۱۷۴۳) و مادرش اوا لاوو (۱۸۲۳–۱۷۵۳) بودند. پدر هاینریش مارکس مقام ربی شهر تری یر را برعهده داشت که بعدها برادر بزرگتر او عهده‌دار این سمت شد.
هاینریش مارکس در سال ۱۸۴۱ توانست واجد شرایط وکالت شود. در سال ۱۸۱۵ با شکست ناپلئون در نبرد واترلو، ایالت راینلند تحت کنترل حکومت محافظه کار پادشاهی پروس درآمد و از حاکمیت اداری فرانسه جدا شد. پروس دولتی مسیحی بود که بنیاد آن بر اساس نظریه حق‌الهی پادشاهان بود و کلیساهای آن تحت کنترل پادشاه و به آن پاسخگو بودند. بر اساس قانونی که در سال ۱۸۱۲ تصویب شد یهودیها نمی‌توانستند در مشاغل حقوقی یا ادارات دولتی مشغول به کار شوند و این قانون دولت پروس سبب ایجاد مشکلاتی برای هاینریش مارکس شد.
همکاران هاینریش از جمله رئیس دادگاه عالی ایالتی، از او دفاع می‌کردند و به دنبال استثناء قائل شدن برای او بودند. وزیر دادگستری پروس درخواست‌ها را رد کرد. به همین دلیل او در سال ۱۸۱۷ یا ۱۸۱۸ نام خود را به هاینریش مارکس تغییر داد و به کلیسای انجیلی (لوتری) پیوست تا بتواند شغل خود را براساس قوانین پروس حفظ کند. همسر و فرزندان او نیز به ترتیب در سال‌های ۱۸۲۵ و ۱۸۲۴ غسل تعمید انجام دادند.